# Carl Rotkirch
Carl Rotkirch, född 18 december 1678 i Gryts församling, Östergötlands län, död 20 september 1744 i Brunneby församling, Östergötlands län, var en svensk militär.

## Biografi
Carl Rotkirch föddes 1678 på Nässelsta i Gryts församling. Han var son till kaptenen Carl Rotkirch och Maria Elisabet von Schéer. Rotkirch blev 23 maj 1696 musiketerare vid livgardet och 27 juni 1697 pikenerare. Han blev 22 oktober 1697 underofficer vid Upplands regemente, 9 april 1700 fänrik vid Västmanlands regemente, 7 december 1700 sekundlöjtnant vid regementet, 20 januari 1701 premiärlöjtnant och 4 juni 1701 löjtnant vid Livregementet till häst. Rotkirch fik konfirmationsfullmakt i augusti 1702 och blev 22 januari 1703 ryttmästare vid Upplands tremänningskavalleriregemente. Han blev 30 november 1704 kapten vid Livdragonregementet, fick 26 juni 1722 överstelöjtnants titel och 1 september 1723 fick han ryttmästares indelning vid Östgöta kavalleriregemente. Han fick 23 april 1726 majors indelning vid kavalleriregementet och blev 25 oktober 1739 överstelöjtnant vid regementet. Rotkirch var från 1741 till 1742 tillförordnad chef för regementet och avled 1744 på Kungs Norrby i Brunneby församling.

### Familj
Rotkirch gifte sig första gången med Maria Elisabet Leijon (död 1710). De fick tillsammans sonen Carl Rotkirch (1706–1710).
Rotkirch gifte sig andra gången 13 maj 1714 i Tobolsk med Henrietta Sofia von Drenteln (1695–1753), dotter av majoren Henrik Johan von Drenteln och Lovisa Charlotta Patkull. De fick tillsammans barnen Carl Rotkirch (född 1716), Fredrik Rotkirch, Adolf Rotkirch, Henrik Rotkirch (född 1720) och Lovisa Maria Elisabet Rotkirch (1725–1795) som var gift med ryttmästaren Adam Rotkirch.